# 463
Năm 463 là một năm trong lịch Julius.